# Harry Hyde
Harry Hyde (fl. XIX-XX secolo) è stato un attore statunitense che lavorò nel cinema negli anni dieci del Novecento all'epoca del muto.
Nella sua carriera, che conta una settantina di film, passò indifferentemente da ruoli di protagonista a quelli di figurante, spesso diretto alla Biograph Company da D.W. Griffith.

## Filmografia
- The Passing of a Grouch, regia di Frank Powell – cortometraggio (1910)
- A Plain Song, regia di David W. Griffith – cortometraggio (1910)
- A Child's Stratagem, regia di David W. Griffith – cortometraggio (1910)
- The Golden Supper, regia di David W. Griffith – cortometraggio (1910)
- His Sister-In-Law, regia di David W. Griffith – cortometraggio (1910)
- Winning Back His Love, regia di David W. Griffith – cortometraggio (1910)
- The Two Paths, regia di D.W. Griffith – cortometraggio (1911)
- The Midnight Marauder, regia di Frank Powell (1911)
- His Trust: The Faithful Devotion and Self-Sacrifice of an Old Negro Servant, regia di D.W. Griffith – cortometraggio (1911)
- His Trust Fulfilled, regia di D.W. Griffith – cortometraggio (1911)
- A Wreath of Orange Blossoms, regia di David W. Griffith, Frank Powell (1911)
- Three Sisters, regia di D.W. Griffith – cortometraggio (1911)
- Her Awakening, regia di David W. Griffith – cortometraggio (1911)
- The Making of a Man, regia di D.W. Griffith – cortometraggio (1911)
- The Adventures of Billy, regia di D.W. Griffith – cortometraggio (1911)
- The Long Road, regia di David W. Griffith – cortometraggio (1911)
- The Battle, regia di D.W. Griffith – cortometraggio (1911)
- Through Darkened Vales, regia di D.W. Griffith – cortometraggio (1911)
- The Failure, regia di D.W. Griffith – cortometraggio (1911)
- The Old Bookkeeper, regia di David W. Griffith – cortometraggio (1912)
- For His Son, regia di David W. Griffith – cortometraggio (1912)
- A Blot on the 'Scutcheon, regia di David W. Griffith – cortometraggio (1912)
- Billy's Stratagem, regia di D.W. Griffith – cortometraggio  (1912)
- A String of Pearls, regia di David W. Griffith – cortometraggio (1912)
- The Engagement Ring, regia di Mack Sennett – cortometraggio (1912)
- Iola's Promise, regia di David W. Griffith – cortometraggio (1912)
- The Root of Evil, regia di David W. Griffith – cortometraggio (1912)
- Hot Stuff, regia di Mack Sennett – cortometraggio (1912)
- A Voice from the Deep, regia di Mack Sennett – cortometraggio (1912)
- The Goddess of Sagebrush Gulch, regia di David W. Griffith – cortometraggio (1912)
- Oh, Those Eyes, regia di Mack Sennett – cortometraggio (1912)
- The Punishment, regia di D.W. Griffith – cortometraggio (1912)
- Fate's Interception, regia di D.W. Griffith – cortometraggio (1912)
- Their First Kidnapping Case, regia di Mack Sennett – cortometraggio (1912)
- Just Like a Woman, regia di David W. Griffith – cortometraggio (1912)
- The Lesser Evil, regia di D.W. Griffith – cortometraggio (1912)
- The Fickle Spaniard, regia di Dell Henderson e Mack Sennett – cortometraggio (1912)
- When the Fire-Bells Rang, regia di Mack Sennett – cortometraggio (1912)
- His Lesson, regia di D.W. Griffith – cortometraggio (1912)
- A Close Call, regia di Mack Sennett – cortometraggio (1912)
- A Temporary Truce, regia di D.W. Griffith – cortometraggio (1912)
- Lena and the Geese, regia di D.W. Griffith – cortometraggio (1912)
- A Dash Through the Clouds, regia di Mack Sennett – cortometraggio (1912)
- An Indian Summer, regia di D.W. Griffith – cortometraggio (1912)
- The Speed Demon, regia di Mack Sennett – cortometraggio (1912)
- His Own Fault, regia di Mack Sennett – cortometraggio (1912)
- Willie Becomes an Artist, regia di Mack Sennett – cortometraggio (1912)
- The Would-Be Shriner, regia di Mack Sennett – cortometraggio (1912)
- The Narrow Road, regia di D.W. Griffith – cortometraggio (1912)
- The Tourists, regia di Mack Sennett – cortometraggio (1912)
- Tragedy of the Dress Suit, regia di Mack Sennett – cortometraggio (1912)
- A Pueblo Legend, regia di D.W. Griffith – cortometraggio (1912)
- Blind Love, regia di D.W. Griffith – cortometraggio (1912)
- Two Daughters of Eve, regia di David W. Griffith – cortometraggio (1912)
- A Feud in the Kentucky Hills, regia di D.W. Griffith – cortometraggio (1912)
- A Limited Divorce, regia di Dell Henderson – cortometraggio (1912)
- The Massacre, regia di D.W. Griffith – cortometraggio (1912)
- Love in an Apartment Hotel, regia di David W. Griffith – cortometraggio (1913)
- All Hail to the King, regia di Dell Henderson – cortometraggio (1913)
- Edwin Masquerades, regia di Dell Henderson – cortometraggio (1913)
- The Perfidy of Mary, regia di David W. Griffith – cortometraggio (1913)
- The Stolen Bride regia di Anthony O'Sullivan – cortometraggio (1913)
- The Lady and the Mouse – cortometraggio, regia di David W. Griffith – cortometraggio (1913)
- The Yaqui Cur, regia di David W. Griffith – cortometraggio (1913)
- Slippery Slim Repents, regia di Dell Henderson – cortometraggio (1913)
- Red Hicks Defies the World, regia di Dell Henderson – cortometraggio (1913)
- Death's Marathon, regia di David W. Griffith – cortometraggio (1913)
- Almost a Wild Man, regia di Dell Henderson – cortometraggio (1913)
- The Mothering Heart, regia di David W. Griffith – cortometraggio (1913)
- In Diplomatic Circles, regia di Anthony O'Sullivan – cortometraggio (1913)
- The Reformers; or, The Lost Art of Minding One's Business, regia di David W. Griffith – cortometraggio (1913)
- The Mistake, regia di David W. Griffith – cortometraggio (1913)
- The Work Habit, regia di Anthony O'Sullivan (1913)
- Her Wedding Bell, regia di Anthony O'Sullivan (1913)
- How They Struck Oil, regia di Dell Henderson (1914)
- Judith of Bethulia, regia di David W. Griffith (1914)
- Brute Force, regia di David W. Griffith – cortometraggio (1914)
- Fool's Gold, regia di Laurence Trimble (1919)
- Homer Comes Home